# Skikki
Skikki är ett naturreservat i Storumans kommun och Vilhelmina kommun i Västerbottens län.
Området är naturskyddat sedan 1998 och är 475 hektar stort. Reservatet omfattar södra och östra sidan av berget Kalvberget,  nord och östsluttningen av en Sikkisjöberget och myrmark däremellan. ligger på nordostsluttningen av norra Gardfjället med lågfjället Brattiken inom området. Reservatet består av grannskog med inslag av björk.